# گوشک (روستا)
گوشک (به لاتین: Gowshak) یک منطقهٔ مسکونی در افغانستان است که در ولایت بامیان واقع شده‌است.